# Епархия Рексема
Епархия Рексема — римско-католический диоцез с центром в городе Рексем на севере Уэльса. Диоцез основан в 1987 году путём выделения из Диоцеза Миневии. Диоцез входит в провинцию Кардиффа.
Площадь архидиоцеза составляет 8,361 км² и включает графства: Англси, Карнарвоншир, Флинтшир, Денбишир, Мерионетшир и Монтгомеришир. Диоцез насчитывает 43 прихода. Кафедральный собор — собор Богоматери Скорбящей на Риджент-стрит в Рексеме.
В настоящий момент пост епископа Рексема занимает Питер Бригнелл, 3-й епископ Рексема, который сменил Эдвин Регана, вышедшего на пенсию 27 июня 2012 года.

## Ординарии
- Джеймс Ханниган (12 февраля 1987 — 7 марта 1994);
- Эдвин Реган (7 ноября 1994 — 27 июня 2012);
- Питер Бригнелл (27 июня 2012 — по настоящее время).